# Edward Shirley Kennedy
Edward Shirley Kennedy (normalmente conocido como E. S. Kennedy) (1817 – 1898) fue un escritor y montañero inglés, y miembro fundador del Alpine Club.

## Primeros años
Kennedy fue un caballero de medios independientes, quien acudió al Caius College, Cambridge como un Fellow-Commoner a mediados de su treintena.

## Fundación del Alpine Club
Durante el ascenso del Finsteraarhorn el 13 de agosto de 1857, Kennedy discutió la formación de un club montañero nacional con William Mathews, quien se había carteado con F. J. A. Hort sobre la idea en febrero de 1857. Al final de aquel año, Kennedy fue presidente de la reunión en la que se fundó el Alpine Club (el encuentro reunió a 20 de los principales alpinistas británicos de la época, y se celebró en el Ashley's Hotel de Londres el 22 de diciembre de 1857). Kennedy fue nombrado vicepresidente, con John Ball como presidente.
Kennedy desempeñó el cargo de Presidente del Club entre 1860 y 1863.

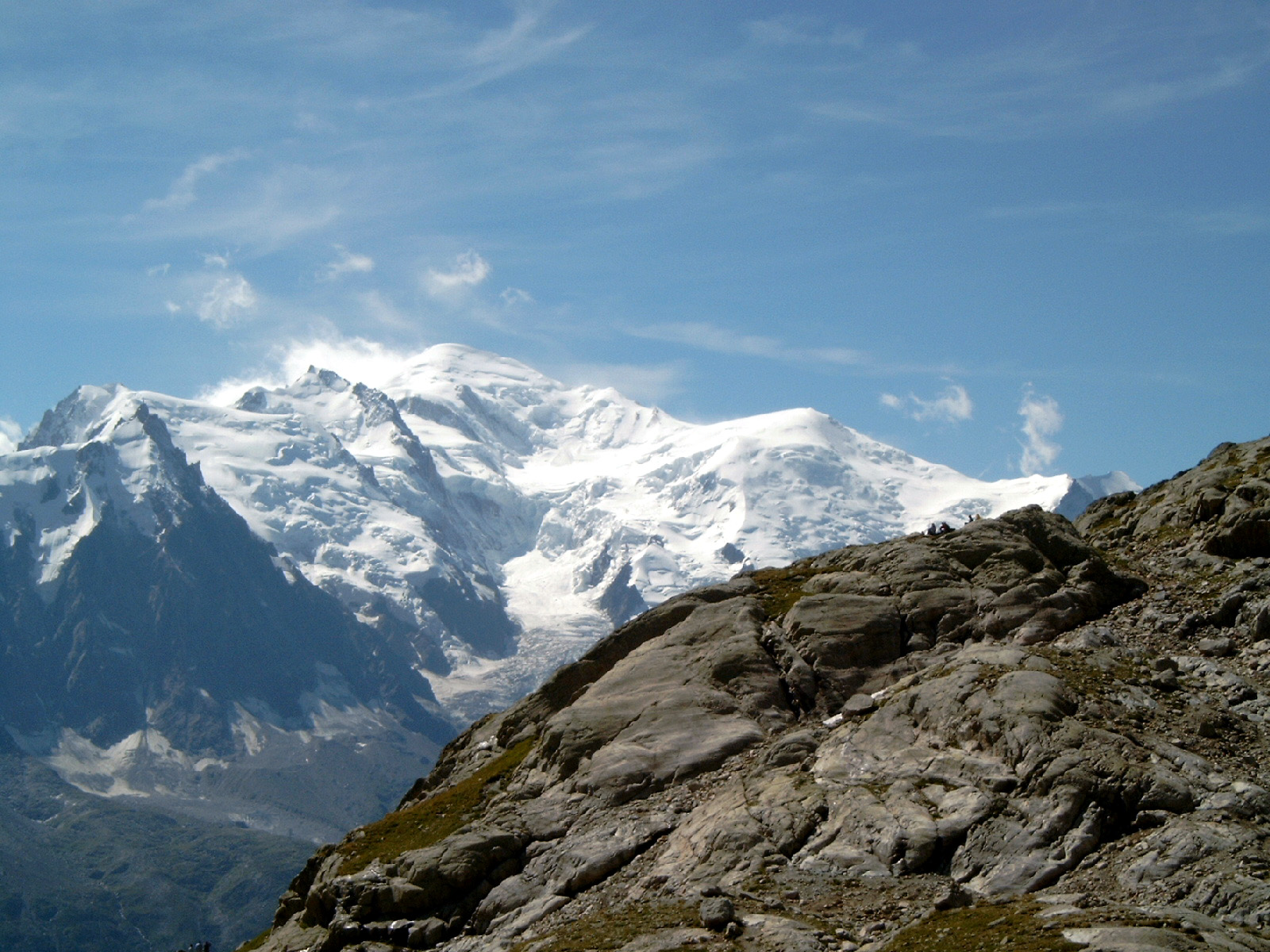
Mont Blanc. La arista Goûter, parcialmente ascendida por Kennedy y su partida, está en el centro del perfil.

Una lámina victoriana de The Alpine Club at Zermatt in 1864 muestra a Kennedy con John Ball, William Mathews, T. G. Bonney, John Tyndall, Alfred Wills (el tercer presidente del Alpine Club), y Ulrich Lauener. Kennedy aparece como un hombre de estatura superior a la media, con una gran barba, llevando un largo bastón de madera lisa, varias pulgadas más alto que él.

## Alpinismo
En 1854 Kennedy intentó el Dom aún sin ascender – la montaña más alta completamente dentro de Suiza – con el sacerdote de Saas-Fee y el propietario del hotel Abbé Joseph Imseng y dos guías suizos, pero los guías no deseaban abordar un pasaje particularmente complicado, aunque tanto Kennedy como Imseng estaban deseosos de continuar. Junto con Charles Hudson, Kennedy fue uno de los primeros practicantes de la escalada sin guías en los Alpes, ascendiendo el Mont Blanc du Tacul y el Mont Blanc (por una nueva ruta) en partidas sin guías. 
Kennedy fue el eduitor de la segunda serie de Peaks, Passes, and Glaciers (1862). Como la primera serie (1858), esta era una colección de papeles (en dos volúmenes) publicados por el Alpine Club; estos eran los precursores del Alpine Journal, que aparecieron por vez primera en 1863.
Kennedy también estuvo activo en discusiones relacionadas con la modificación al tradicional piolet, proponiéndole un diseño basado en el hacha de leñador estadounidense.

## Primeros ascensos
- Arista Goûter (incompleta) del Mont Blanc en 1854 con Charles Hudson y su partida.
- Mont Blanc du Tacul (primera ascensión oficial) el 5 de agosto de 1855 con Charles Hudson, Edward John Stevenson, Christopher y James Grenville Smyth, Charles Ainslie y G. C. Joad
- Fuorcla Crast' Agüzza. Kennedy, junto con J. F. Hardy, y guías P. y F. Jenny y A. Flury, fueron los primeros en alcanzar este col (aunque no lo atravesaron) el 23 de julio de 1861.[12]
- Monte Disgrazia el 23 de agosto de 1862 con Leslie Stephen y Thomas Cox, y el guía Melchior Anderegg[13]

## Nota
E. S. Kennedy no debe confundirse con T. S. Kennedy de Leeds, un alpinista que hizo varias primeras ascensiones durante el mismo período (p.e. Dent Blanche (1862), arista Moine de la Aiguille Verte (1865).